# سیارک ۴۸۸۳
سیارک ۴۸۸۳ (به انگلیسی: 4883 Korolirina، نامگذاری:1978RJ1) چهار هزار و هشتصد و هشتاد و سومین سیارک کشف شده‌است که در ۵ سپتامبر ۱۹۷۸ کشف شد.
قدر مطلق سیارک برابر ۱۳٫۷۰ است.